# 卡里翁德卡拉特拉瓦
卡里翁德卡拉特拉瓦，是西班牙卡斯蒂利亚-拉曼恰雷阿尔城省的一个市镇。 总面积96平方公里，总人口2644人（2001年），人口密度28人/平方公里。